# サザンモール六甲B612
サザンモール六甲B612（サザンモールろっこうB612、英: Southern Mall Rokko B612）とは、株式会社サザンモール六甲が管理・運営するショッピングセンター。神戸市灘区新在家南町1丁目に位置する。

## 概要
阪神電車に加え、主要幹線道路である国道43号、国道2号からも近く、JR六甲道駅から南へ徒歩10分、阪神新在家駅から南へ徒歩2分の神戸市灘区新在家南町1丁目に位置する。約11のテナントが出店している。

## 入居店舗
- アクタス
- ハーレーダビッドソン
- マザームーンカフェ
- リーフティーカフェヒカリ
- トレックバイシクル
- プラザアレックス
- グリーンドッグスクエア
- プラザアレックス
- スタジオエミュ
- ジョイフィット
- MYAデンタルオフィス

## 施設名の由来
「B612」は、フランスの作家サン=テグジュペリの童話『星の王子さま』の故郷の星と言われている「惑星B612」を由来としており、ストーリーでも表現されている愛を大切にするとともに、美しく輝く星となって皆様から愛され親しまれる施設でありたいとの思いで名付けられた。

## 歴史
新在家南町1丁目は1981年までは小泉製麻株式会社の赤レンガ工場があり、1982年（昭和57年）に小泉製麻株式会社の第１工場跡を利用して開設されたのが、インテリアマート「六甲パインモール」（旧名・六甲イケアタウン）、1991年（平成3年）、本社地区のレトロな建物を生かした再開発事業がスタート。インテリアショップを中心とした「六甲23（ヴァントワァ）」がオープンした。「23」は明治23年に小泉製麻の前身である有限責任会社都賀浜麻布会社が、兵庫県菟原郡都賀浜村（現：灘区の大部分）に日本初のジュート紡績工場を建設したのが始まりであり、その後、1918年8月より「小泉製麻株式会社」が発足したことに由来している。（引用元・サザンモール六甲B612公式HP「History」）